# Sofi Tukker
Sofi Tukker (estilizado como SOFI TUKKER) é uma dupla de música eletrônica baseada na Flórida, sendo composto pela alemã Sophie Hawley-Weld e pelo americano Tucker Halpern. A banda é talvez mais conhecida por sua música Drinkee (2016).

## Soft Animals
Sofi Tukker lançou o EP Soft Animals em 8 de julho de 2016. O EP inclui as músicas Drinkee, Matadora e Awoo.
A música "Drinkee" foi indicada ao Grammy Awards 2017 na categoria Melhor Gravação Dance. Esta canção é uma adaptação de um poema escrito pelo poeta brasileiro Chacal, cantada sensualmente e interpretada totalmente em português em meio a cowbells, bongôs, guitarras elétricas e graves profundos.

## Curiosidades
Sophie Hawley-Weld é alemã, mas já morou numa área rural do Canadá, em Atlanta (EUA) e no Brasil. Foi neste último país que ela aprendeu a falar português, tornando-se fã da música e cultura do país. Por isso, ela compõe boa parte das letras da banda utilizando o idioma.
Tucker Halpern é um ex-jogador de basquete que precisou abandonar o esporte após uma lesão e resolveu seguir o sonho de ser músico.

## Apresentações no Brasil
No dia 25 de março de 2018, o duo se apresentou no terceiro dia do festival Lollapalooza Brasil 2018, palco Onix, no Autódromo de Interlagos, durante o início da tarde, e levantou o público sob forte sol.

## Discografia

#### Álbuns de estúdio
| Título     | Detalhes                    |
| ---------- | --------------------------- |
| Treehouse  | - Lançamento: abril de 2018 |
| Wet Tennis | - Lançamento: abril de 2022 |
| butter     | - Lançamento: maio de 2025  |

#### Extended playS (EP)
| Título       | Detalhes                                                                                |
| ------------ | --------------------------------------------------------------------------------------- |
| Soft Animals | - Lançamento: 8 de Julho de 2016 - Gravadora: independente - Formatos: download digital |

#### Singles
- Drinkee
- Matadora
- Batshit
- Best Friend (feat. NERVO, The Knocks & Alica Kueno)
- Energia (feat. Pabllo Vittar)
- Swing